# انتخاب بازیگر

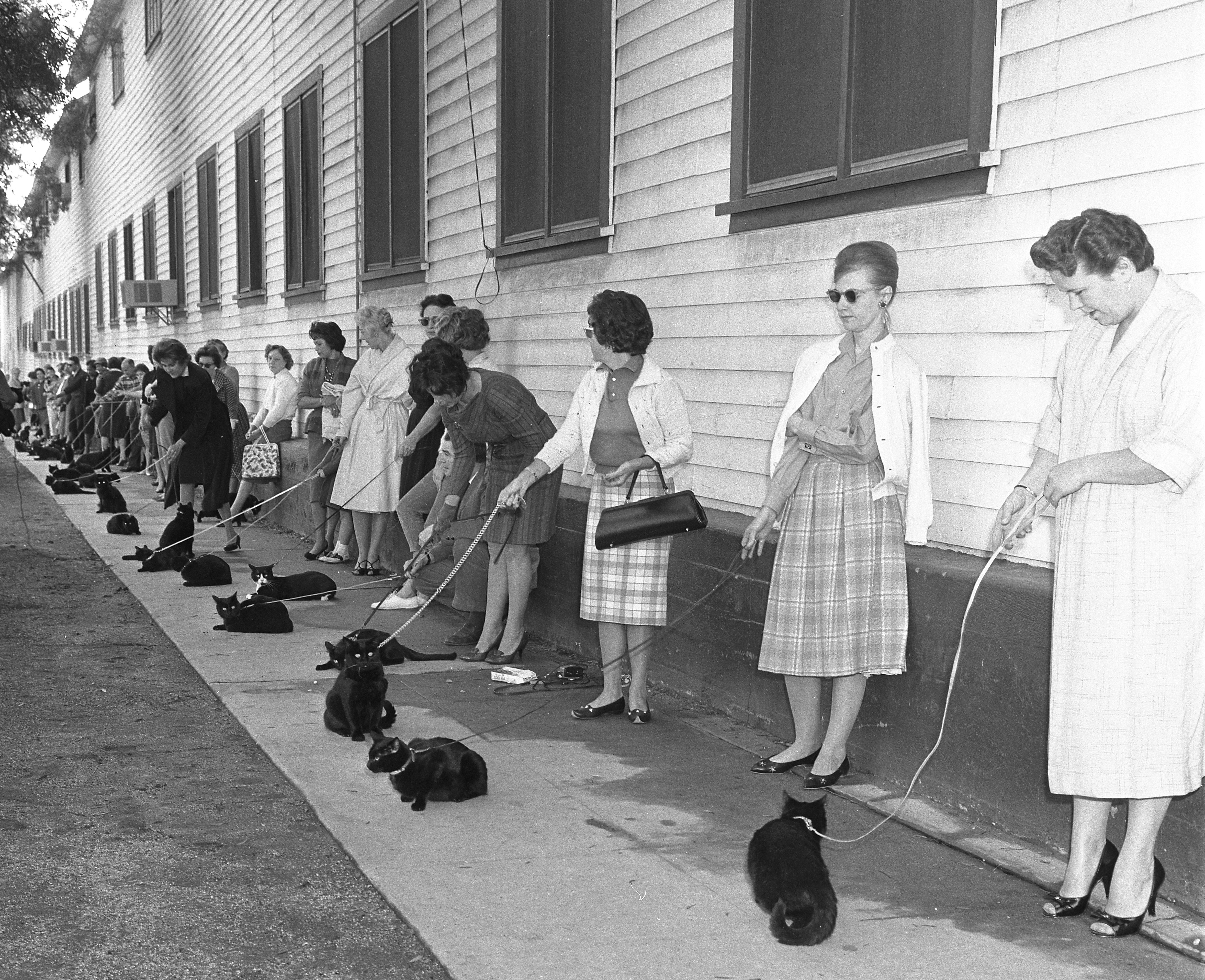
فراخوان بازیگری برای گربه سیاه، لس آنجلس، ۱۹۶۱؛ جستجوی گربه برای فیلم قصه‌های وحشت

در صنعت هنرهای نمایشی مانند تئاتر، فیلم یا تلویزیون، انتخاب بازیگر (انگلیسی: casting) فرایندی در مرحلهٔ پیش‌تولید است که طی آن بازیگر، رقصنده، خواننده یا سیاهی‌لشکر متناسب با نقش‌های مشخص شده در نمایشنامه، فیلم‌نامه یا تله‌پلی برگزیده می‌شود. این فرایند ممکن است برای تولید یک فیلم سینمایی، برنامه تلویزیونی، فیلم مستند، موزیک ویدئو، نمایشنامه یا آگهی تبلیغاتی که برای نمایش به مخاطب در نظر گرفته شده، به کار رود.

## کارگردان انتخاب بازیگر
در تولیدات بزرگ، فرایند انتخاب بازیگر گاهی برای صدها نقش دیالوگ‌دار و فرعی معمولاً نیازمند تیم متخصصی است. در حالی که تصمیم نهایی با افراد مسئول مانند کارگردان، تهیه‌کننده، بخش‌های هنری و تیم کلی تولید است، کارگردان انتخاب بازیگر (Casting Director یا به اختصار CD) مسئول بیشتر کارهای روزمرهٔ این فرایند در مرحلهٔ پیش‌تولید می‌باشد. معمولاً کارگردان انتخاب بازیگر توسط دستیار انتخاب بازیگر همراهی می‌شود و در تولیداتی که تعداد زیادی سیاهی‌لشکر دارند، ممکن است یک کارگردان مخصوص انتخاب سیاهی‌لشکر نیز داشته باشند. با این حال، در همه بخش‌های بودجه تولید فیلم یا تلویزیون، این افراد جزء تیم بالای خط محسوب می‌شوند و به عنوان اعضای تیم کارگردان به وی پاسخگو هستند.
بیشتر فیلم‌ها برای یافتن بازیگرانی که به نقش‌ها بخورند، به جای بازیگران اصلی که اغلب توسط کارگردان و تهیه‌کننده انتخاب می‌شوند، از آژانس‌های انتخاب بازیگر یا کارگردان انتخاب بازیگر استفاده می‌کنند. وظیفهٔ کارگردان انتخاب بازیگر این است که شناخت گسترده‌ای از بازیگران مختلف داشته باشد تا بتواند بهترین گزینه‌ها را به کارگردان پیشنهاد کند. کارگردانان انتخاب بازیگر نقش بسیار تأثیرگذاری دارند و معمولاً به دلیل اعتماد کارگردان به قضاوت‌شان در پروژه حضور دارند؛ همچنین آن‌ها تصمیم می‌گیرند که کارگردان چه کسانی را ملاقات کند.
شرکت‌های انتخاب بازیگر سازمان‌های مستقلی هستند که به عنوان واسطه بین اجراکنندگان و کارگردانان یا تهیه‌کنندگان فعالیت می‌کنند. آن‌ها باید شناخت دقیقی از بازیگرانی که با آن‌ها قرارداد دارند داشته باشند، زیرا مسئول معرفی نامزدهای مناسب برای نقش‌های مشخص شده توسط تهیه‌کنندگان و کارگردانان هستند. این شرکت‌ها فهرست‌هایی تهیه کرده و مصاحبه‌هایی انجام می‌دهند، سپس نامزدهای منتخب به مرحله تست بازیگری دعوت می‌شوند. اگر تهیه‌کننده یک یا چند بازیگر را انتخاب کند، کارشناسان انتخاب بازیگر قراردادها و دستمزدها را مذاکره می‌کنند.
کارشناسان انتخاب بازیگر باید با بسیاری از بازیگران آشنا شوند، سطح مهارت آن‌ها را ارزیابی کنند و با فرایند انتخاب، تعداد زیادی از نامزدها را به گروه کوچکتری کاهش دهند تا برای بررسی نهایی به تهیه‌کننده معرفی شوند. آن‌ها ممکن است نمایندگی بازیگران را نیز بر عهده داشته باشند، اما الزامی نیست.